# Japet (Titan)
Pour les articles homonymes, voir Japet.
Dans la mythologie grecque, Japet (en grec ancien Ἰαπετός / Iapetós, « celui qui précipite ») ou Iapétus est un Titan, fils d'Ouranos (le Ciel) et de Gaïa (la Terre), père des Titans Prométhée, Épiméthée, Ménétios, Hespéros et Atlas, époux d'une fille de son frère Océan, l'Océanide Clymène ou d'une autre Océanide du nom d'Asia. Certains auteurs citent plutôt sa sœur Téthys, la nymphe Asopis ou bien la déesse Libye. Enfin, certaines traditions isolées font naître Prométhée de son union avec sa propre sœur Thémis et le font père de la Titanide Anchiale.

## Mythe
Japet est l'un des quatre Titans qui conspirent avec Cronos contre leur père Ouranos. Lui et ses frères se placent aux quatre coins du Cosmos et dès que le Ciel descend rejoindre la Terre, rapidement, le maintiennent pendant que Cronos le châtre avec une faucille. 
Lors de la Titanomachie, après dix ans de combat, Japet est emprisonné dans le Tartare par Zeus, les Titans ayant perdu contre les Olympiens aidés par les Cyclopes et les Hécatonchires sous le conseil de Gaïa. À nouveau, se tenant sous les bases du Cosmos, aux extrémités de la Terre où, selon Hésiode, Terre, Ciel et Mer ont leurs racines, Japet est peut-être un pilier cosmique.
Les auteurs latins comme Virgile rangent plus volontiers Japet parmi les Géants issus de la Terre seule, ou de celle-ci et du Tartare selon Hygin.

## Descendance

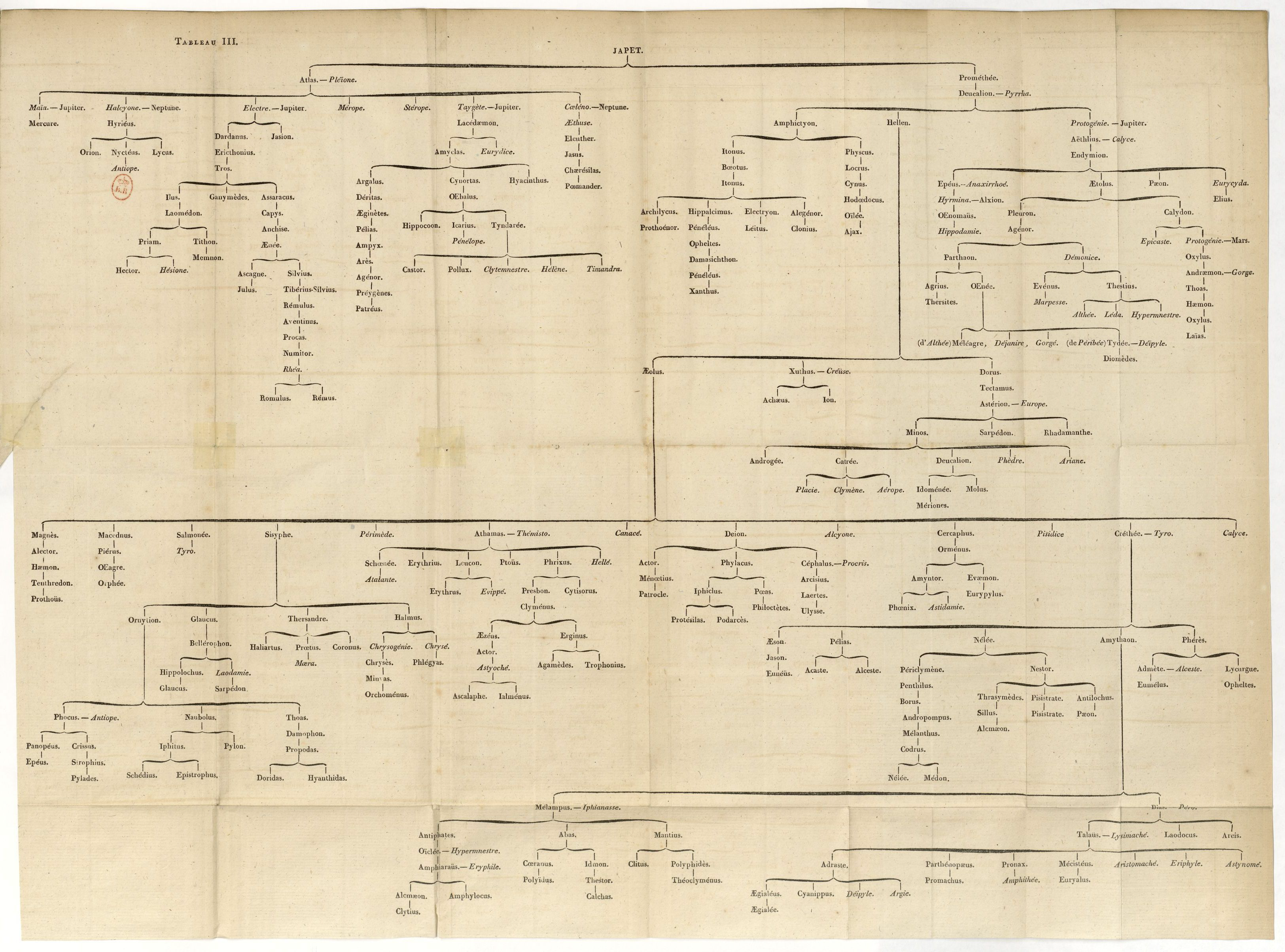
Généalogie descendante de Japet, dressée par Étienne Clavier (1809).

Étant le père de Prométhée, il est considéré par les Grecs comme l'ancêtre de la race humaine. Ses descendants, Prométhée, Atlas, Épiméthée, et bien d'autres, sont souvent désignés par les patronymes Japélides ou Japétionides.

## Assimilation
En tant que lointain ancêtre de l'Humanité - par ses fils Atlas, Prométhée et Épiméthée - Japet trouve un parfait écho dans la tradition hébraïque en la personne de Japhet, l'un des trois fils de Noé. On notera d'ailleurs au passage que Deucalion le fils de Prométhée, « le Noé grec », était le petit-fils du Titan Japet.

### Sources antiques
- Pseudo-Apollodore, Bibliothèque [détail des éditions] [lire en ligne] (I, 1, 3 ; I, 2, 3).
- Diodore de Sicile, Bibliothèque historique [détail des éditions] [lire en ligne] (V, 66, 1 ; V, 67, 1).
- Hésiode, Théogonie [détail des éditions] [lire en ligne] (v. 132-133, 207, 371, 507, 528, 571 et suiv.)
- Homère, Iliade [détail des éditions] [lire en ligne] (VIII, 479 ; XII, 148 et suiv.)
- Hygin, Fables [détail des éditions] [(la) lire en ligne] (Préface).
- Hymnes orphiques [détail des éditions] (lire en ligne), (fr. VIII, 21 et suiv.)
- Nonnos de Panopolis, Dionysiaques [détail des éditions] [lire en ligne] (I, 378 ; II, 298 ; XXXVI, 110).
- Ovide, Métamorphoses [détail des éditions] [lire en ligne] (IV, 631).
- Pindare, Odes [détail des éditions] (lire en ligne) (Olympiques, IX, 2-59).
- Stace, Thébaïde [détail des éditions] [lire en ligne] (X, 912).
- Tzétzès à Lycophron (1277).
- Valerius Flaccus, Argonautiques [détail des éditions] [lire en ligne] (I, 563, IV, 60).
- Virgile, Géorgiques [détail des éditions] [lire en ligne] (I, 276).